# Заозер’я (Богородський район)
Заозер’я (рос. Заозерье) — присілок в Богородському районі Нижньогородської області Російської Федерації.
Населення становить 118 осіб. Входить до складу муніципального утворення Дуденевська сільрада.

## Історія
Від 2004 року входить до складу муніципального утворення Дуденевська сільрада.

## Населення
| 1999 | 2002 | 2010 |
| ---- | ---- | ---- |
| 152  | ↘133 | ↘118 |